# موراگاهامولا
موراگاهامولا (به لاتین: Moragahamula) یک منطقهٔ مسکونی در سری‌لانکا است که در استان مرکزی (سری‌لانکا) واقع شده‌است.